# François Levasseur
François Levasseur (Cogners, ... – Tortuga, 1652) è stato un militare e politico francese, ufficiale ugonotto di marina, ingegnere militare e primo governatore francese dell'isola di Tortuga.

## Biografia
Nacque a Cogners, in Francia, in data sconosciuta, e divenne ingegnere militare. Negli anni venti del 1600 seguì Pierre Belain d'Esnambuc sull'isola di saint Kitts, nelle Antille, e vi si trasferì. Servì come ufficiale comandando una compagnia della milizia fino alla sua nomina a comandante delle fortificazioni della colonia, avvenuta nel 1639.
Nel 1640 Philippe de Longvilliers de Poincy, luogotenente generale del re Luigi XIII per le isole in America, lo incaricò di prendere possesso dell'isola di Tortuga (oggi parte di Haiti).
Lo stesso anno Levasseur, attraccando a Port-Margot, sbarcò con 100 soldati alle Tortue senza incontrare resistenza e divenne il primo governatore dell'isola. Si assicuro il sostegno della popolazione (in gran parte coloni francesi) e scacciò gli inglesi, anche se molti di essi rimasero in realtà sull'isola sotto il suo mandato.
Costruì Fort De Rocher (o Fort de la Roche) a difesa della capitale Basse-Terre e del suo porto naturale, e il Fort du Saint Sacrement, che chiamò "Fort de l'Enfer" e in cui allestì una prigione chiamata "purgatorio" per prendere in giro quelle che considerava le "superstizioni papiste".
Durante il governo di Lavasseur il porto di Basse-Terre rimase aperto per i bucanieri e i filibustieri che avevano fatto dell'isola la loro base e li legalizzò con lettere di corsa anche se non aveva il potere per concederle. Ma tra i Fratelli della Costa non erano ammesse le donne, così nel 1645 fece giungere sull'isola ben 1.650 prostitute per porre fine alle unioni omosessuali tra i pirati dell'isola.
Nel 1641 una flotta spagnola di 3 navi e 800 uomini tentò di riconquistare l'isola sbarcando a Basse-Terre ma fu costretta a ritirarsi quando una delle tre navi fu gravemente danneggiata dai 24 cannoni del Fort de Rocher.
Francois Levasseur fu assassinato da una congiura di due suoi collaboratori, Thibault e Martin, forse per la sua autorevolezza e l'eccessivo pugno di ferro, forse per una storia di donne, nel 1652.